# Gymnosporangium
Гімноспорангіум (Gymnosporangium) — рід грибів родини Pucciniaceae. Назва вперше опублікована 1805 року.

## Будова та середовище існування
Рід гімноспорангіум об'єднує близько 40 видів, в основному які паразитують на різних хазяїнах. Ецидії розвиваються зазвичай на яблунях і грушах, а телейтоспори — на ялівці. Уредоспор немає. Телейтоспори двоклітинні, на ніжках. Зовні вони схожі на телейтоспори пукцинії, але відрізняються від них тим, що розташовуються на довгих безбарвних ніжках. При цьому всі спороношення з'єднується в довгий безбарвний пучок, який виступає з кори уражених дерев. Оболонка телейтоспори ослизнюється, і вони занурюються в слизову масу.
Ецидії мають форму виростів у вигляді конусів, розкриваються кількома поздовжніми тріщинами. Ецидії такої форми називають ростелієм.
Іржа яблуні (Gymnosporangium tremelloides) і груші (Gymnosporangium sabinae) розвиває телейтоспори на ялівці. Ця хвороба носить хронічний характер, і тому ялівець служить постійним джерелом інфекції для яблуні та груші. Ці плодові рослини відіграють роль проміжного хазяїна, так як вони заражаються базидиоспорами з ялівцю.
Приблизно в липні на верхній стороні листя яблунь і груш з'являються округлі червонувато-оранжеві плями з дрібними темними крапками (спермогонії гриба). Пізніше на нижньому боці листків розвиваються ецидії у вигляді довгастих, конусоподібних або соскоподібних виростів, розташованих групами. Після дозрівання ецидії розриваються зіркоподібними тріщинами у яблуні або поздовжніми у груші і з них викидаються ецідіоспори.
В деякі роки при сильному розвитку іржі на груші уражаються не тільки листя, але і пагони, і плоди. На цілому дереві буває важко виявити неушкоджені листя. Таке захворювання приносить істотної шкоди: дерева не дають приросту, плоди недорозвиваються і обпадають завчасно.
Ецідіоспори переносяться вітром на ялівець. На звичайному ялівці відбувається подальший розвиток іржі яблуні, на козацькому або південному ялівці — іржі груші. Ецідіоспори, потрапивши на хвою або гілочки ялівцю, розвивають грибницю, яка, розростаючись в тканинах рослини, викликає стовщення гілок у місці зараження. Зараження ецідіоспорамі відбувається восени, а навесні на уражених гілках з'являються телейтоспори типової для роду гімноспорангіум будови.
У дощову і теплу погоду телейтоспороношення гриба набухають, досягаючи 1-2 см висоти, потім підсихають і від них починають відділятися базидіоспори, що заражають інші дерева яблуні і груші.
Боротьба з іржею здійснюється перш за все знищенням заростей ялівцю, що є сусідами з садами, а також обприскуванням садів хімічними препаратами.
З інших менш небезпечних у господарському відношенні грибів з роду гімноспорангіум можна назвати іржу горобини (Gymnosporangium juniperinum), іржу глоду (Gymnosporangium clavarieformae). Ці види розвивають телейтоспори на ялівці.

## Галерея

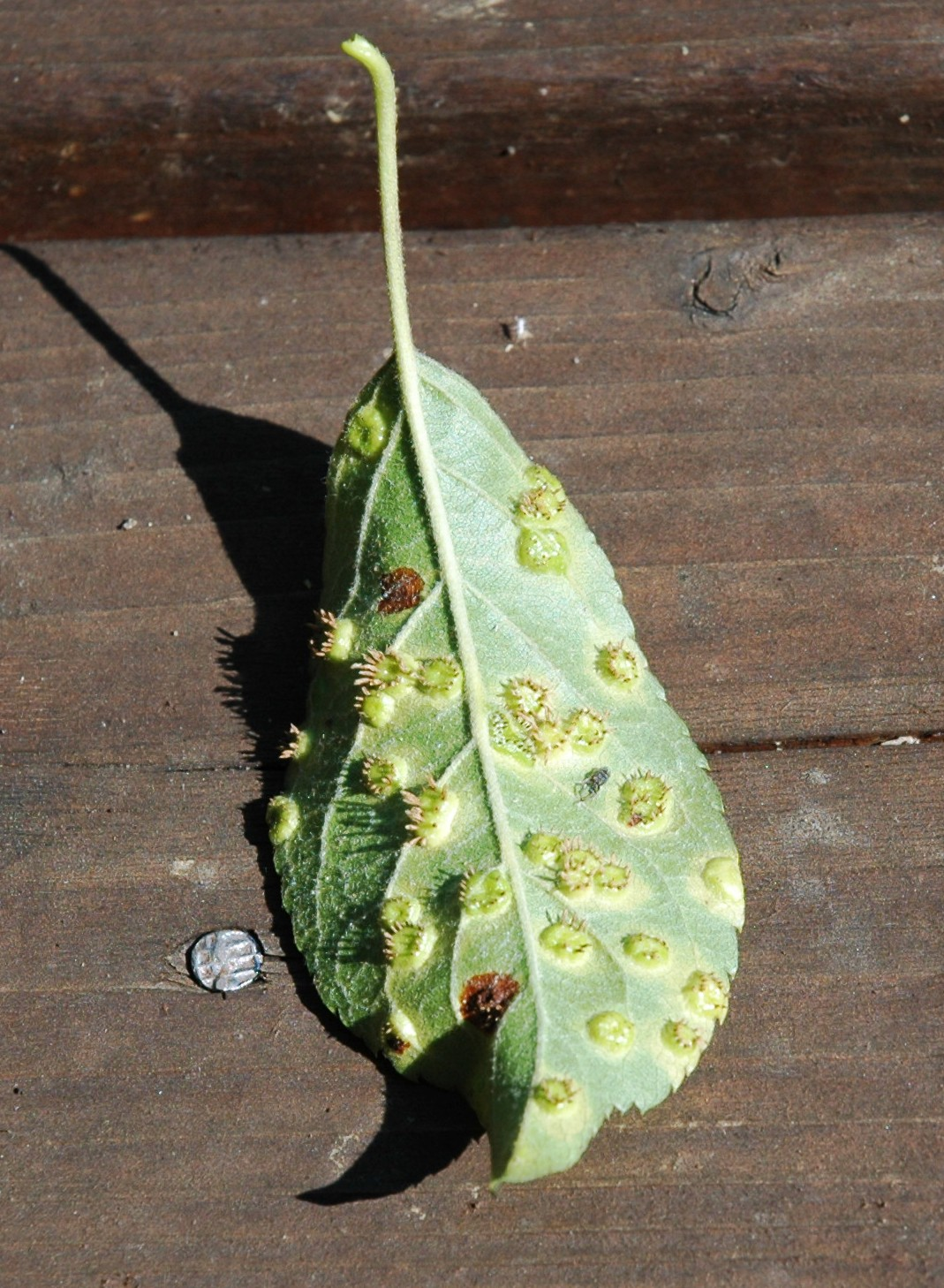
Уражені листя яблуні грибом Gymnosporangium juniperi-virginianae
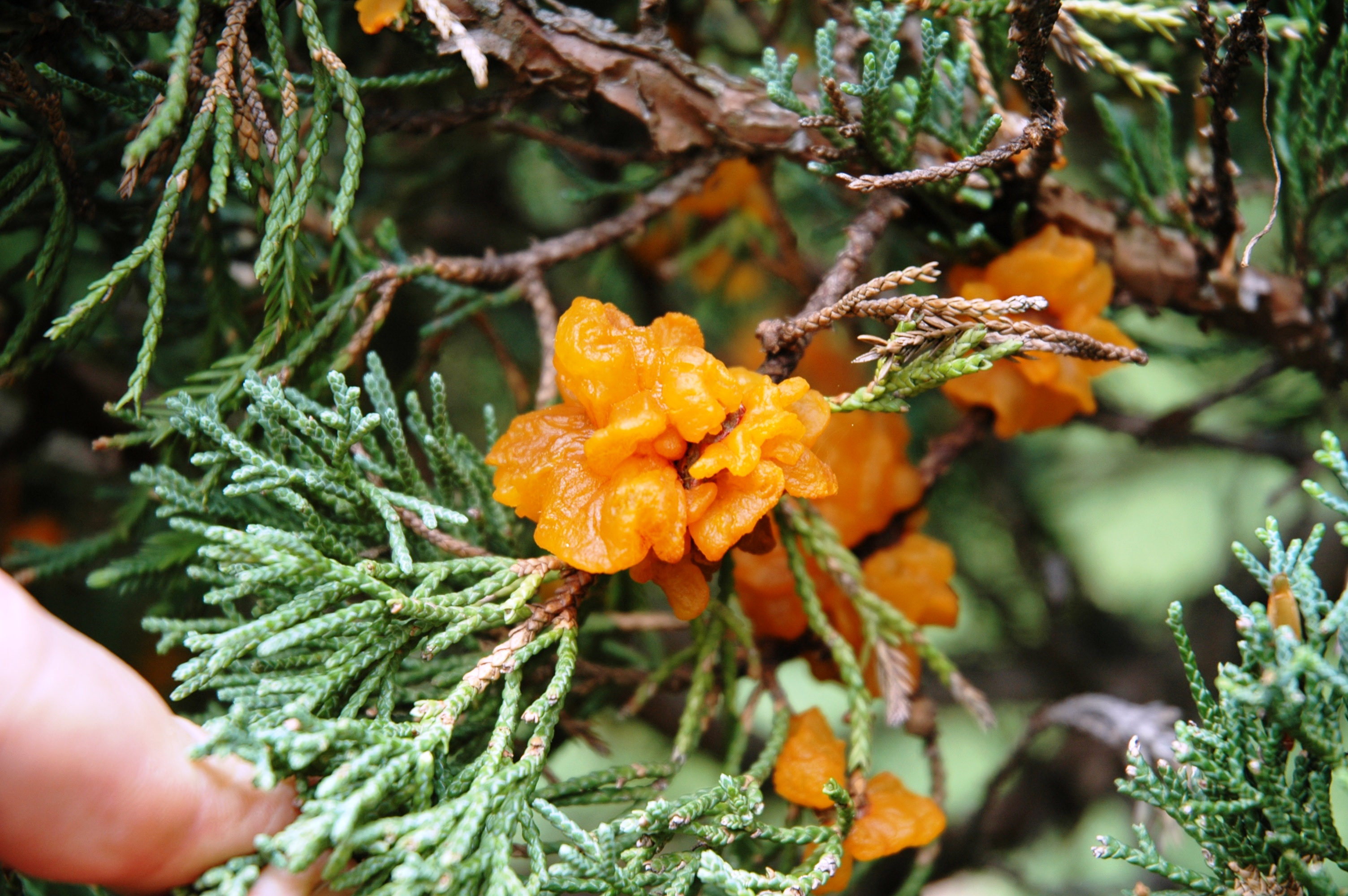
Gymnosporangium juniperi-virginianae на ялівцю
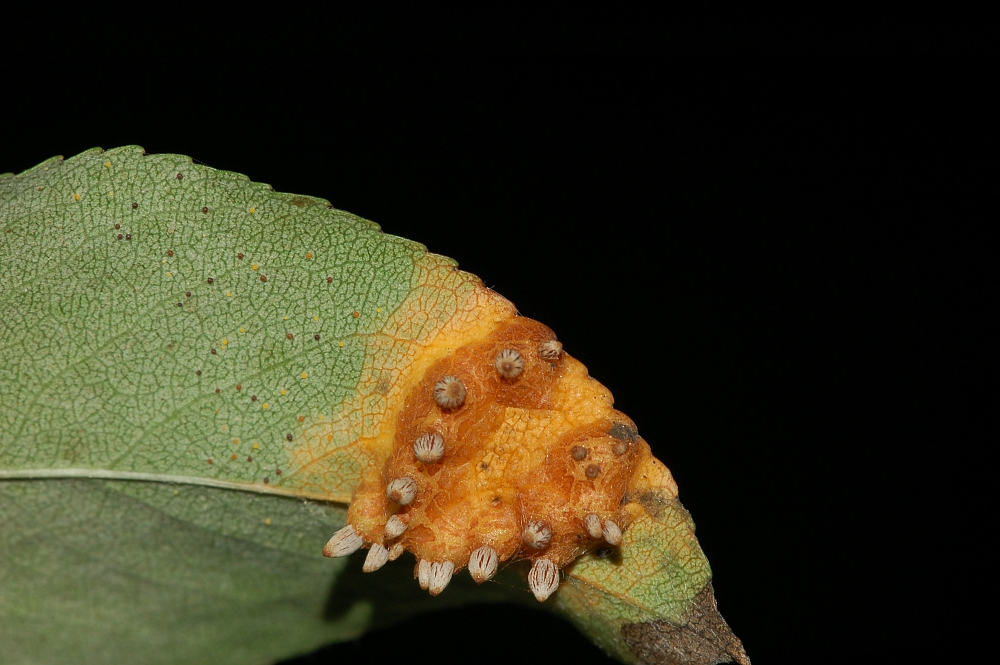
Gymnosporangium sabinae